# Lake County (Michigan)
Lake County ist ein County im Bundesstaat Michigan der Vereinigten Staaten. Der Verwaltungssitz (County Seat) ist Baldwin. Das U.S. Census Bureau hat bei der Volkszählung 2020 eine Einwohnerzahl von 12.096 ermittelt.

## Geographie
Das County liegt im mittleren Nordwesten der Unteren Halbinsel von Michigan, ist im Westen etwa 45 km vom Michigansee, einem der 5 großen Seen, entfernt und hat eine Fläche von 1488 Quadratkilometern, wovon 19 Quadratkilometer Wasserfläche sind. Es grenzt im Uhrzeigersinn an folgende Countys: Wexford County, Osceola County, Newaygo County, Mason County und Manistee County.

## Geschichte
Lake County wurde 1840 aus Teilen des Mackinac County gebildet. Bis 1843 hieß es Aischum County. Benannt wurde es nach dem Vorkommen vieler kleiner Seen in dem Gebiet.
Vier Bauwerke und Stätten des Countys sind im National Register of Historic Places eingetragen (Stand 30. November 2017).

## Demografische Daten

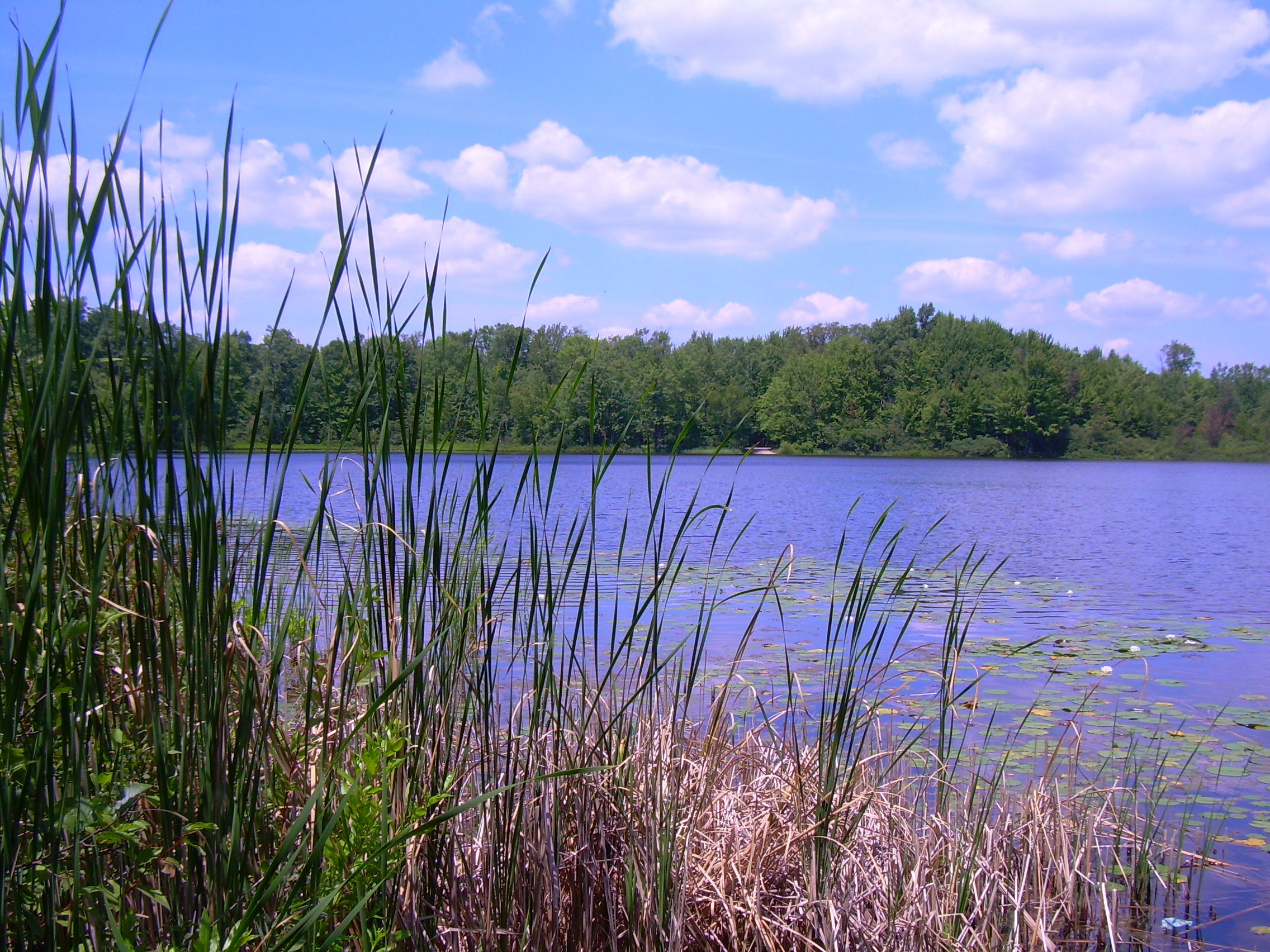
Der Benton Lake im Manistee National Forest

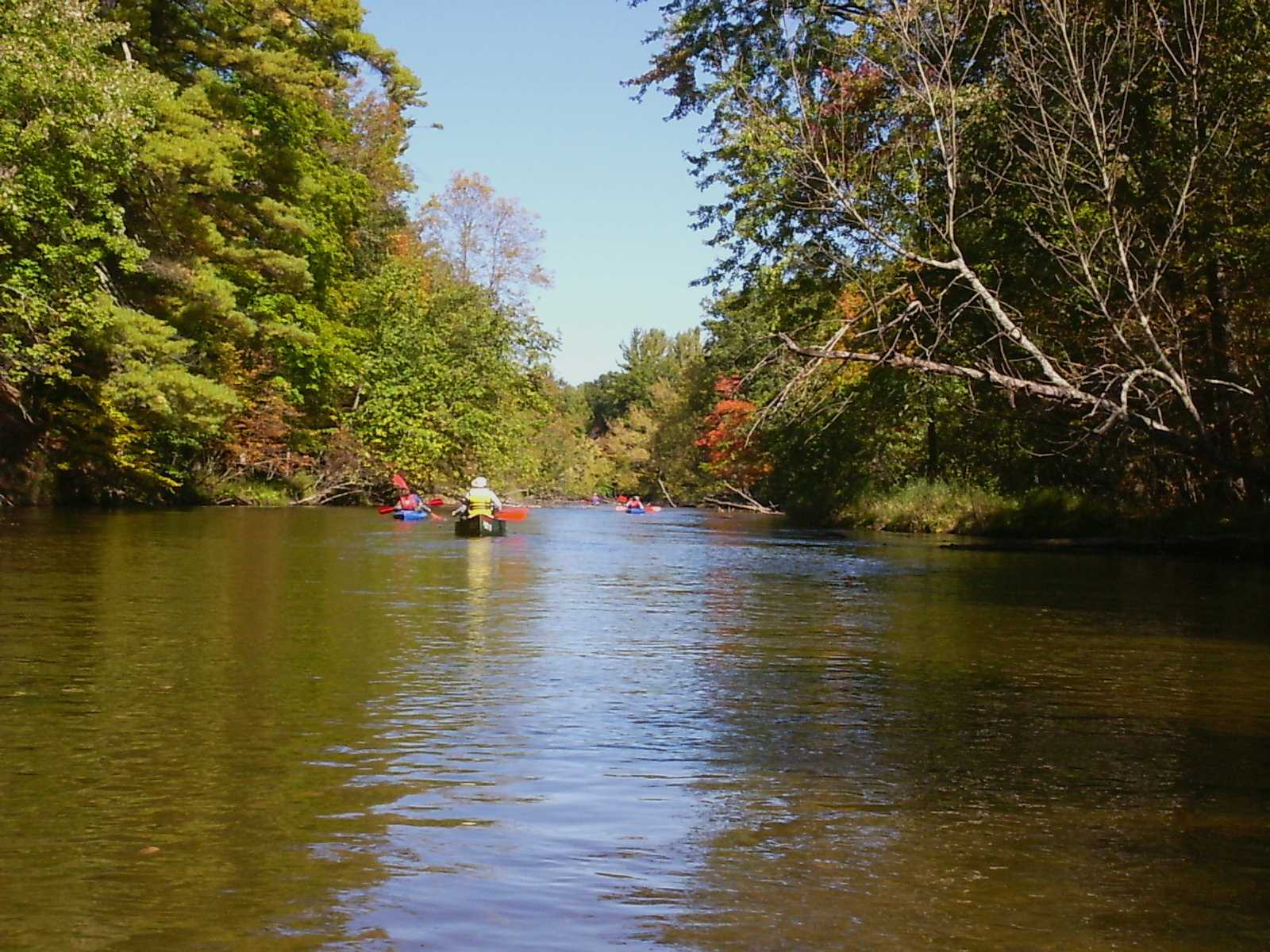
Der Pere Marquette River im Manistee National Forest

Nach der Volkszählung im Jahr 2000 lebten im Lake County 11.333 Menschen in 4.704 Haushalten und 3.052 Familien. Die Bevölkerungsdichte betrug 8 Einwohner pro Quadratkilometer. Ethnisch betrachtet setzte sich die Bevölkerung zusammen aus 84,66 Prozent Weißen, 11,17 Prozent Afroamerikanern, 1,01 Prozent amerikanischen Ureinwohnern, 0,15 Prozent Asiaten, 0,04 Prozent Bewohnern aus dem pazifischen Inselraum und 0,57 Prozent aus anderen ethnischen Gruppen; 2,40 Prozent stammten von zwei oder mehr Ethnien ab. 1,69 Prozent der Bevölkerung waren spanischer oder lateinamerikanischer Abstammung.
Von den 4.704 Haushalten hatten 23,0 Prozent Kinder unter 18 Jahren, die bei ihnen lebten. 52,4 Prozent waren verheiratete, zusammenlebende Paare, 8,7 Prozent waren allein erziehende Mütter und 35,1 Prozent waren keine Familien. 29,6 Prozent waren Singlehaushalte und in 13,8 Prozent lebten Menschen im Alter von 65 Jahren oder darüber. Die Durchschnittshaushaltsgröße betrug 2,28 und die durchschnittliche Familiengröße lag bei 2,79 Personen.
21,9 Prozent der Bevölkerung waren unter 18 Jahre alt. 8,0 Prozent zwischen 18 und 24 Jahre, 22,7 Prozent zwischen 25 und 44 Jahre, 27,6 Prozent zwischen 45 und 64 Jahre und 19,7 Prozent waren 65 Jahre oder älter. Das Durchschnittsalter betrug 43 Jahre. Auf 100 weibliche Personen kamen 109,1 männliche Personen. Auf 100 Frauen im Alter von 18 Jahren und darüber kamen statistisch 107,6 Männer.
Das jährliche Durchschnittseinkommen eines Haushalts betrug 26.622 USD, das Durchschnittseinkommen einer Familie 32.086 USD. Männer hatten ein Durchschnittseinkommen von 30.124 USD, Frauen 21.886 USD. Das Prokopfeinkommen betrug 14.457 USD. 14,7 Prozent der Familien und 19,4 Prozent der Bevölkerung lebten unterhalb der Armutsgrenze.

## Orte im County
- Baldwin
- Bristol
- Chase
- Idlewild
- Irons
- Little Manistee
- Luther
- Marlborough
- Nirvana
- Olivers
- Peacock
- Pine Grove Beach
- Skookum
- Wolf Lake (Michigan)

Townships
- Chase Township
- Cherry Valley Township
- Dover Township
- Eden Township
- Elk Township
- Ellsworth Township
- Lake Township
- Newkirk Township
- Peacock Township
- Pinora Township
- Pleasant Plains Township
- Sanborn Township
- Sweetwater Township
- Webber Township
- Yates Township